# Chang Ye-na

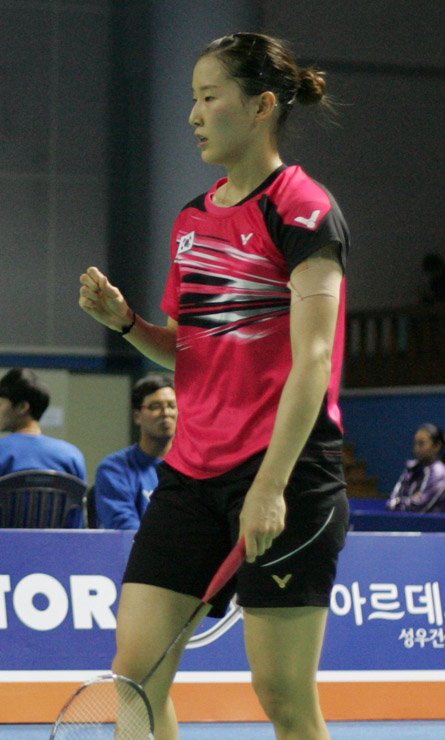
Chang Ye Na at the 2015 Korea Grand Prix Gold

Chang Ye-na (auch Jang Ye-na, koreanisch 장예나; * 13. Dezember 1989 in Seoul) ist eine südkoreanische Badmintonspielerin.

## Karriere
Chang Ye-na wurde 2010 Mannschaftsweltmeisterin mit dem südkoreanischen Damenteam durch den Gewinn des Uber Cups. Bei der Swiss Open Super Series 2009 und der All England Super Series 2009 wurde sie Neunte im Dameneinzel. Bei der Japan Super Series 2010 belegte sie Platz 5 im Damendoppel mit Kim Min-seo.

## Sportliche Erfolge
| Saison | Veranstaltung | Disziplin   | Platz | Name                      |
| ------ | ------------- | ----------- | ----- | ------------------------- |
| 2009   | All England   | Dameneinzel | 9     | Chang Ye-na               |
| 2009   | Swiss Open    | Dameneinzel | 9     | Chang Ye-na               |
| 2010   | Uber Cup      | Damenteam   | 1     | Südkorea                  |
| 2010   | Japan Open    | Damendoppel | 5     | Chang Ye-na / Kim Min-seo |
| 2015   | Korea Masters | Damendoppel | 1     | Chang Ye-na / Lee So-hee  |